# Кулёмин, Эдуард Анатольевич
Эдуард Анатольевич Кулемин (род. 1960) — российский художник, поэт.

## Биография
Родился 14 декабря 1960 года в Ярославле. В раннем возрасте с отцом и матерью переезжает в Смоленск. В 1984 году окончил Смоленский филиал Московского энергетического института (СФ МЭИ). Во время учёбы и после окончания института работал дворником, сторожем, стропальщиком, каменщиком, механизатором, художником, инженером, редактором, верстальщиком, дизайнером.

## Художественное творчество
- С конца 1980-х годов активно занимается творческой деятельностью. Одновременно проявляет себя как художник и поэт. Изначально ориентировался на неофициальное искусство — ранние работы проникнуты духом соцарта и дадаизма. Сотрудничает с рок-группой «Гиперболоид инженера Петрова» (пишет тексты, исполняет некоторые песни, работает оператором). В конце 1980-х вместе с поэтом-трансреалистом Александром Голубевым, писателем Олегом Разумовским, музыкантом/художником Владиславом Макаровым и другими неформальными арт-персонажами участвовал в деятельности международного творческого объединения КЭПНОС — эта организация проводила концерты, выставки и творческие вечера неофициального искусства в Смоленске и других городах.
- 1990-е годы. Принимает активное участие в организации и проведении в Смоленске двух крупных международных фестивалей современного искусства и литературы — «Артбдения-91» и «Артбдения-92». Инициирует деятельность различных неофициальных творческих организаций — Группа Неизвестных Художников (ГруНеХу), Ассоциация Проклятых Поэтов (АПП), арт-группа «Крестьянские дети».
- Делает художественные работы и инсталляции в духе концептуальной живописи и трансавангарда. В литературе экспериментирует с формой и содержанием, разрабатывает свой творческий метод — лингвопластика (литературный коллаж, визуальная поэзия, полистилистика, постконцептуализм). Печатается в самиздате — «Черновик» (Нью-Йорк), «Митин журнал» (Санкт-Петербург).
- Участвует в литературных акциях с московским клубом «Поэзия» — «Пикник на обочине», «Поэзия после смерти», «Поэзия покоя и тишины». Как художник заявляет о себе в столичных арт-проектах — «Дух и почва», «Искусство принадлежит народу». Участвует в фестивале «Культурные герои 21 века», где представлены художники, музыканты, поэты, артисты из более чем 30 российских городов. Выходит на международный уровень — 1-й Эсхатологический Интернационал (Германия), Н2О-фестиваль (Норвегия), «Милленниум 2000: странные дни» (Италия).
- Конец 1990-х начало 2000-х годов. Является членом редколлегии газеты «Лимонка», публикуется на её страницах. Творчество становится более экстремальным, проникнуто идеями постгуманизма. Работает на стыке различных жанров, технологий и стилистик (инсталляции, перформансы, визуальная поэзия, идеографика). Позиционирует свое творческое кредо как «неопатетика». Участвует в акциях Клуба литературного перформанса в Зверевском центре современного искусства (Москва), публикуется в альманахе этого клуба. С начала 2000-х проявляет себя как медиа-художник — использует новые цифровые технологии. Активно выставляется и публикуется в России и за рубежом.
- Последние годы. Приоритеты в творчестве — видеоарт, медиапоэзия, асемическое письмо. В 2013 году в качестве преподавателя принимал участие в деятельности Лаборатории медиа-поэзии (проект «Открытая сцена», Москва, Россия).

## В каких собраниях работы
- Государственный Русский музей (Санкт-Петербург, Россия)
- Музей нонконформистского искусства (Санкт-Петербург, Россия)
- Смоленская художественная галерея (Смоленск, Россия)
- Artpool Art Research Center (Будапешт, Венгрия).
- SACS (Spazio Arte Contemporanea Sperimentale) (Квилиано, Италия).

## Книги
- «Кажется, состоялось» (самиздат, 1991).
- «Однохуйственный Улисс» (самиздат, 1994).
- «Искусственным путем» (самиздат, 1998).
- «Мультиматум» (самиздат, 2002).
- «Подноготная» (Мимолет, 2012).
- «Стихи кассового аппарата» (Ridero, 2017).

## Антологии
- Crossing Centuries: The New Generation in Russian Poetry (Talisman House Pub, США, 2000 г.).
- Cool-Strip-Art-Antology (Прилеп, Македония, 2000 г.).
- «Нестоличная литература» (изд-во «Новое литературное обозрение», Москва, 2001).
- Mailart poemics anthology (Люблин, Польша, 2012).
- The Last Vispo Anthology: Visual Poetry 1998—2008 (США, 2012).
- «Антология смоленской фотографии» (Смоленск, 2012).
- An Anthology of Asemic Handwriting (США, 2013).
- Mailart poemics anthology (Люблин, Польша, 2014).
- The encrypted poemics anthology (Люблин, Польша, 2014) — http://poemicstrip.blogspot.ru/2014/01/the-encrypted-poemics-anthology-is-here.html
- ALPHA BET A TEST: The Eye Am Eye Asemic Anthology: Language in the Act of Disappearing (2015).

## Отзывы о творчестве
- Инна Кириллова, Глеб Коломиец «Народный промысел как подноготная концептуализма» (рецензия на книгу Э. Кулемина «Подноготная»)".
- Маршруты художников (Интервью с Эдуардом Кулеминым по поводу его инсталляции «Сворачивай!», демонстрировавшейся на выставке «Арсенале-06» в Нижнем Новгороде в августе 2006 года).
- Gleb Kolomiets «Four edges of Russian experimental poetry».
- «Смоленский поэт и художник Эдуард Кулемин современный продолжатель дела русских футуристов начала прошлого века».
- «Из подполья в партизаны: манифест Группы Неизвестных Художников».

## Признание
- Победитель фестиваля видеопоэзии «Пятая нога» (2009).
- 1-е место в конкурсе видеопоэзии на IX Международном литературном фестивале им. М. А. Волошина (2011).
- 3-е место в конкурсе видеопоэзии на X Международном литературном фестивале им. М. А. Волошина (2012).
- 2-е место в конкурсе фотопоэзии на XI Международном литературном фестивале им. М. А. Волошина. (2013).
- Приз в номинации «За соответствие теме фестиваля („Герои“)» в конкурсе видеопоэзии «Очевидно» в рамках фестиваля экспериментальной поэзии EXPERIENCES-2013 (Новосибирск, 2013).
- Специальный диплом в номинации «Компьютерная анимация» на VI Красноярском международном фестивале экранных и медиа искусств (Красноярск, 2016).